# Stelling van Cramér
In de kansrekening is de stelling van Cramér, genoemd naar de Zweedse wiskundige Harald Cramér, de omkering van de bekende stelling dat de som van onderling onafhankelijke normaal verdeelde stochastische variabelen zelf ook weer normaal verdeeld is. De stelling zegt: als de som van twee onderling onafhankelijke stochastische variabelen normaal verdeeld is,  dan zijn beide summanden ook normaal verdeeld.

## Stelling
Laat de normaal verdeelde stochastische variabele {\displaystyle X} de som zijn van twee onderling onafhankelijke stochastische variabelen
{\displaystyle X_{1}} en {\displaystyle X_{2}}, dan zijn beide summanden ook normaal verdeeld.
De stelling heeft een zekere stabiliteit met betrekking tot "kleine afwijkingen" van de normaliteit: Als de som {\displaystyle X_{1}+X_{2}} (in een bepaald opzicht) bij benadering normaal vedeeld is, zijn ook de summanden bij benadering normaal verdeeld.
De centrale limietstelling is in zekere zin het tegenovergestelde, want 
volgens deze stelling is de som van een groot aantal niet noodzakelijk normaal verdeelde stochastische variabelen bij benadering normaal verdeeld.
De stelling werd oorspronkelijk geformuleerd door Paul Lévy, maar kort daarna bewezen door Harald Cramér Hij wordt daarom ook wel aangeduid als de stelling van Lévy-Cramer, maar dit kan tot verwarring leiden met andere stellingen van die naam.

## Schets van een bewijs
Het bewijs kan elegant gegeven worden door toepassing van analytische eigenschappen van karakteristieke functies: Uit de opsplitsing {\displaystyle X=X_{1}+X_{2}} volgt voor de bijbehorende karakteristieke functies dat {\displaystyle \varphi (t)=\varphi _{1}(t)\cdot \varphi _{2}(t)}. De functie {\displaystyle \varphi } is een gehele functie van ten hoogste de orde 2 zonder nulpunten, zodat ook {\displaystyle \varphi _{1}} en {\displaystyle \varphi _{2}} gehele functies zijn van ten hoogste de orde 2. Bijgevolg heeft bijvoorbeeld {\displaystyle \varphi _{1}} de vorm {\displaystyle \varphi _{1}(t)=\exp(a_{0}+a_{1}t+a_{2}t^{2})}. Uit elementaire eigenschappen van karakteristieke functies volgt weer dat: {\displaystyle \varphi _{1}(t)=\exp(ia_{1}t-a_{2}t^{2})}, zodat {\displaystyle \varphi _{1}} de karakteristieke functie is van een normaal verdeelde stochastische variabele met parameters {\displaystyle a_{1}} en {\displaystyle 2\,a_{2}}.